# Norberto Guevara
Norberto Ladrón de Guevara Almeida (* 31. Januar 1892 in Valparaíso; † 23. Oktober 1969) war ein chilenischer Fußballspieler. Der Mittelfeldspieler absolvierte beim Campeonato Sudamericano 1917 zwei Länderspiele für Chile. 

## Vereinskarriere
Auf Vereinsebene spielte Norberto Guevara für den in Valparaíso ansässigen Klub Gold Cross FC.

## Nationalmannschaft
Norberto Guevara debütierte beim Campeonato Sudamericano 1917 in Uruguay im zweiten Gruppenspiel gegen Argentinien und spielte auch das dritte Gruppenspiel gegen Brasilien. Chile wurde ohne Punkt und ohne Torerfolg Turniervierter.